# فرانکلین (پنسیلوانیا)
فرانکلین (به انگلیسی: Franklin) شهری در ایالت پنسیلوانیا کشور ایالات متحده آمریکا است که جمعیت آن در سرشماری سال ۲۰۱۰ میلادی، ۶٬۵۴۵ نفر بوده‌است.